# Natura 2000-område nr. 161 Søer ved Bregentved og Gisselfeld
Natura 2000-område nr. 161  Søer ved Bregentved og Gisselfeld   er et Natura 2000-område der består af habitatområde  nr. H142 og fuglebeskyttelsesområde nr. F101 og  har et areal på  597 hektar fordelt på 5 søer og deres omgivelser, som
hovedsageligt består af landbrugsland og lidt skov. Søerne ligger i et højtliggende moræneområde på hver sin side af et vandskel. Ejemade Sø (22,1 ha), Ulse Sø  (50,9 ha) og småsøerne omkring Bregentved Gods afvander til Tryggevælde Å, mens Søtorup Sø (68,4 ha) og Nielstrup Sø (13,2 ha) afvander til Susåen. 
Ulse Sø og Søtorup Sø er dybe kildefødte søer opstået som dødishuller, mens Ejlemade og Nielstrup søer er lavvandede med middeldybder på ca. 1 m.  Natura 2000-området ligger  i Vandområdedistrikt II Sjælland  i vandplanomåde 2.4 Køge Bugt   og  2.5 Smålandsfarvandet i Faxe Kommune.

## Områdebeskrivelse
Landskabet mellem Bregentved og Gisselfeld Godser er et bølget bakkelandskab med de fire store søer Ulse Sø, Sø Torup Sø, Ejlemade Sø og Nielstrup Sø. I Bregentved Park ligger desuden tre mindre opstemmede søer i forlængelse af hinanden.

## Fredninger
Den frednede   Bregentved Allé ligger i i Natura 2000-området.